# Angry Birds
Angry Birds est une série de jeux vidéo créée par la société finlandaise Rovio Entertainment et propriété de Sega. Elle se déploie principalement sur smartphones et tablettes tactiles et avait généré en 2015 plus de trois milliards de téléchargements.
Elle a été déclinée en de nombreux produits dérivés : jouets, livres, bandes dessinées, série télévisée, film (Angry Birds, le film) et parcs à thèmes.

## Historique
Le studio Rovio qui édite Angry Birds est fondé en 2003.
En 2017, l'entreprise fait son introduction en bourse.
En 2022, le chiffre d'affaires est estimé à 318 millions d’euros pour un bénéfice net de 31 millions d'euros.
En 2023, Sega a racheté Rovio.

## Liste de titres

### Série principale

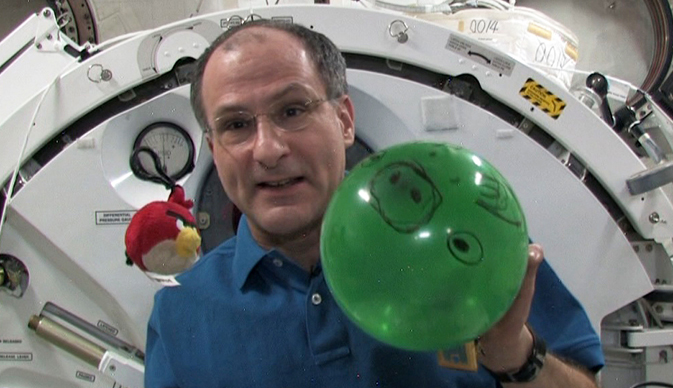
L'astronaute Donald Pettit dans la Station spatiale internationale avec une peluche à l'effigie de Red, héros dAngry Birds

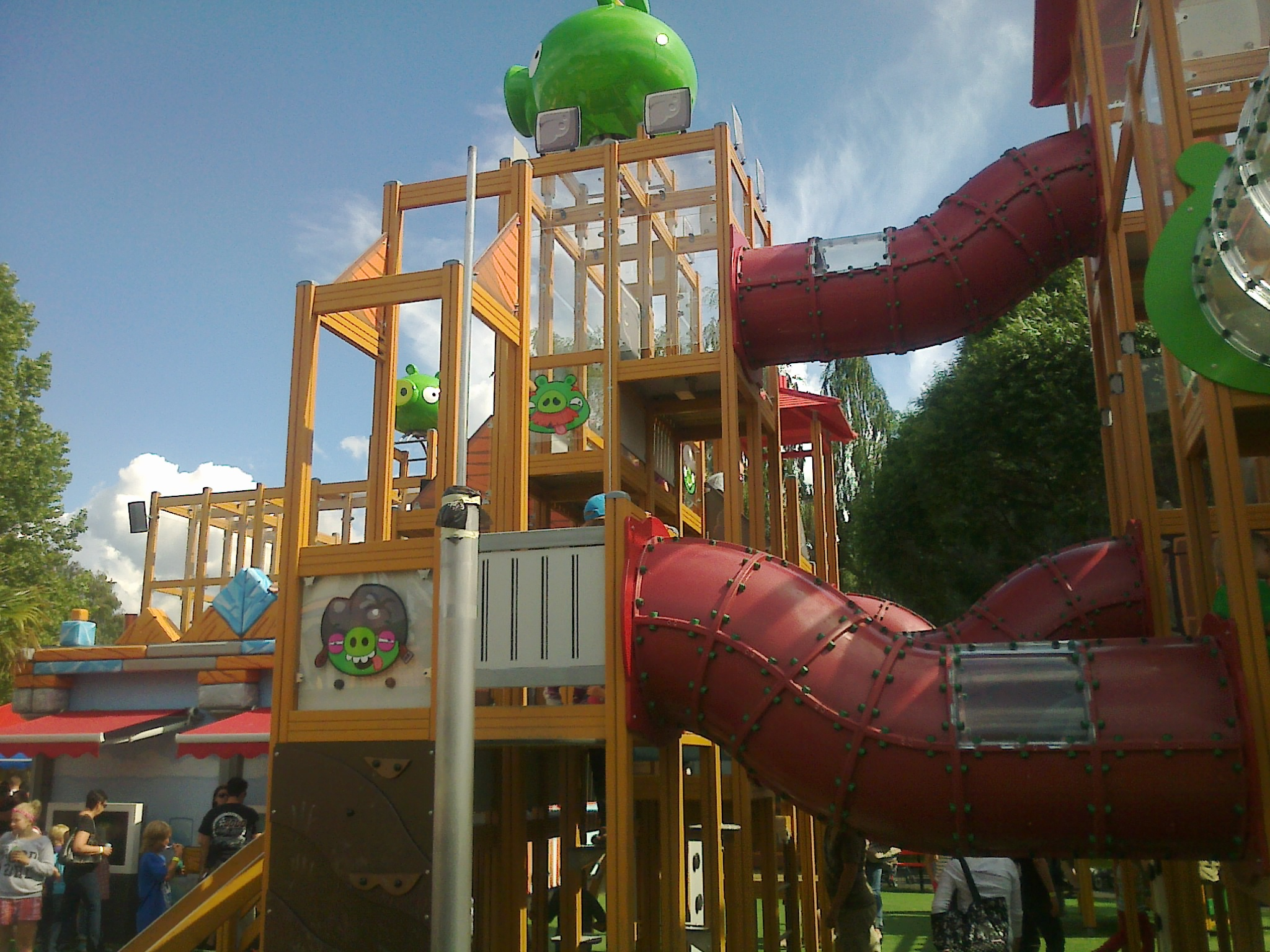
Le principe du jeu Angry Birds est de propulser des oiseaux dans les airs contre des forts tenus par des cochons verts

Angry Birds propose un gameplay 2D basé sur la réflexion et la balistique. Le joueur doit propulser des oiseaux aux capacités diverses vers des forteresses pour qu'elles s'effondrent sur leurs ennemis cochons. Tout d'abord sortie sur iOS, la série a été adaptée sur de nombreuses autres plates-formes (Android, consoles de salon, consoles portables...).
- Angry Birds (2009)
- Angry Birds Seasons (2010), propose des niveaux sur le thème des vacances (sorti initialement sous le titre Angry Birds Halloween)
- Angry Birds Friends (2012), disponible sur Facebook
- Angry Birds Space (2012), propose des niveaux situés dans l'espace et une physique associée[5],[6]
- Angry Birds Stella (2014), reprend le gameplay du premier jeu avec de nouveaux personnages[7].
- Angry Birds 2 (2015), intègre une carte de niveaux composés de plusieurs tableaux et la possibilité pour le joueur de sélectionner les oiseaux qu'il souhaite lancer[8],[9].

### Jeux dérivés
- Bad Piggies (2012), un jeu de puzzle centré sur les cochons verts, ennemis de la série principale, qui doivent ici construire des véhicules pour atteindre leur destination[10].
- Angry Birds Go! (2013), jeu de course.
- Angry Birds Epic (2014), jeu de rôle proposant un système de combat au tour par tour.
- Angry Birds POP! (2014), jeu de puzzle (bubble shooter) sorti initialement sous le titre Angry Birds Stella POP![11].
- Angry Birds Fight! (2015), puzzle-RPG basé sur le principe du match 3[12].
- Angry Birds Action! (2016), jeu de flipper[13].
- Angry Birds Blast! (2016), jeu de puzzle[14].
- Angry Birds Evolution (2017), jeu d'action.
- Angry Birds Match (2017), match-3.
- Angry Birds Blast Island (2018), jeu de puzzle.
- Angry Birds VR: Isle of Pigs (2019), jeu en réalité virtuel

### Jeux à licence
L'univers d'Angry Birds a été adapté pour différentes licences.
- Angry Birds Rio (2011), basé sur le premier jeu et sur le film Rio[15].
- Angry Birds Star Wars (2012), basé sur le moteur d'Angry Birds Space et sur la première trilogie de Star Wars.
- Angry Birds Star Wars II (2013), suite basée sur la deuxième trilogie de Star Wars.
- Angry Birds Transformers (2014), un shoot 'em up en 3D[16].

### Jeux promotionnels
Plusieurs jeux Angry Birds sont sortis sur navigateur à des fins promotionnelles, notamment pour les marques Cheetos, Lotus F1 Team (et son pilote finlandais Heikki Kovalainen), Coca-Cola et Eagles de Philadelphie.

## Produits dérivés

### Jouets
De nombreux jouets Angry Birds ont vu le jour dans le cadre du développement de la franchise.
Un jeu de société, intitulé Angry Birds le jeu, est édité par Mattel. Deux modèles existent : extension bois (Knock on Wood) et extension glace (On Thin Ice).
En 2010, plus de dix millions de jouets Angry Birds avaient été vendus

### Livres et bandes dessinées
Plusieurs livres inspirés de l'univers d'Angry Birds ont été créés et développent l'univers la série.
En 2014, Paul Tobin et IDW Publishing ont lancé une série de comics Angry Birds. En France, Le Lombard a sorti une série de bandes dessinées basée sur la série.

### Série télévisée
Rovio a aussi développé une série télévisée basée sur le jeu Angry Birds et intitulé Angry Birds Toons. Elle diffusée en France par Gulli et Canal J le samedi matin. Les épisodes sont aussi accessibles depuis les différentes versions du jeu. La série se compose de 104 épisodes.

### Film
L'adaptation de la série en film est annoncée en 2012. Produit entre autres par Sony Pictures Imageworks, Columbia Pictures et Village Roadshow Pictures, le long-métrage d'animation est sorti le 11 mai 2016 en France. La deuxième partie (Angry Birds : Copains comme cochons ou The Angry Birds Movie 2) est sortie le 16 octobre 2019.

### Parcs à thème

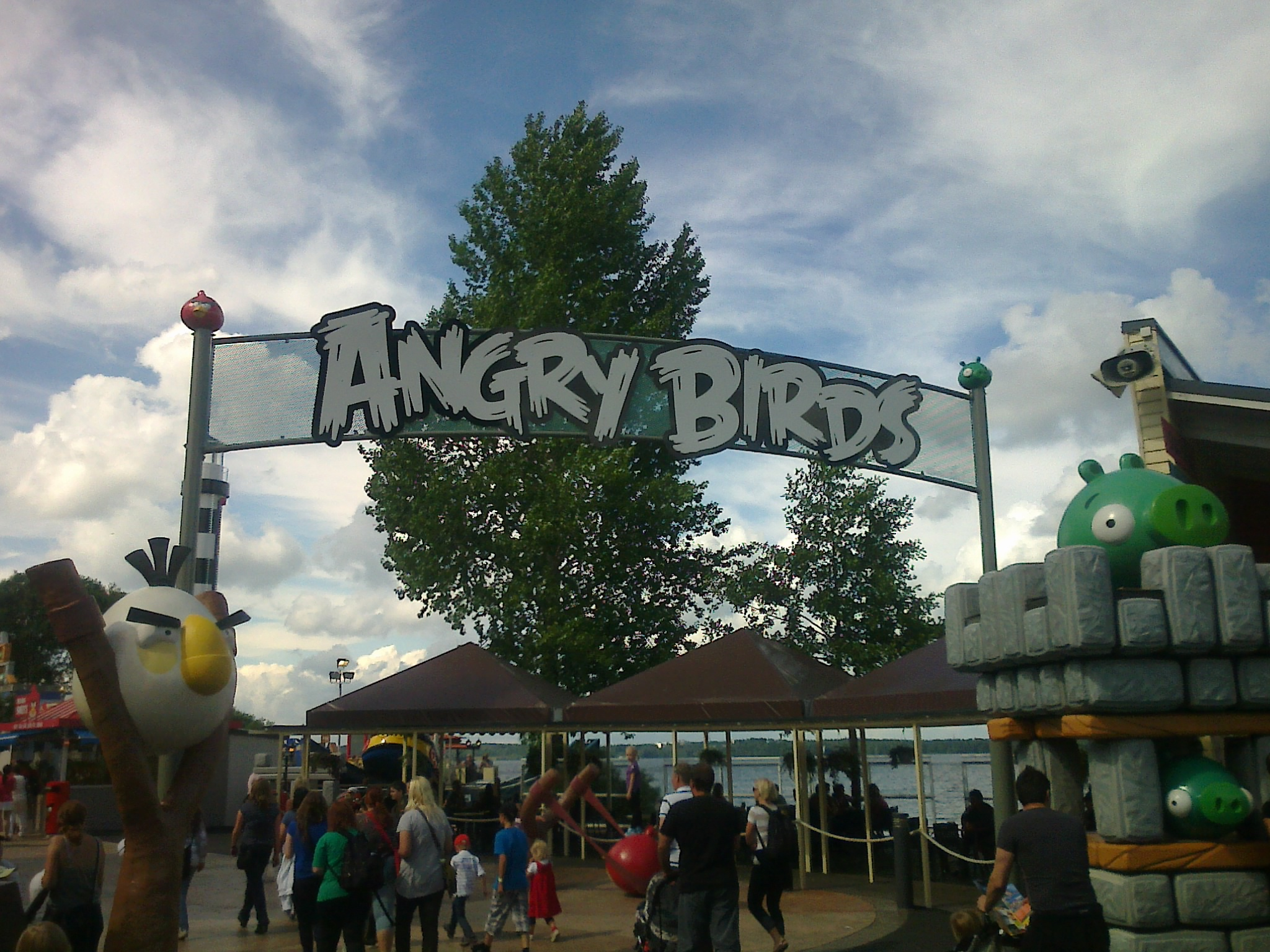
Angry Birds Land en Finlande

Trois parcs à thème autour du jeu Angry Birds ont ouvert dans le monde. Le premier en Finlande, le deuxième en Grande-Bretagne et le troisième en Chine.